# Алкоркон
Алкоркон је шпански град који се налази недалеко од града Мадрида у једнопровинцијској аутономној заједници Мадрид.

## Географија
Алкоркон обухвата површину од 33,7 km² и има 156.592 становника по попису из 2004. године.

## Историја
У раном историјском периоду околина града била је насељена келтиберским народима, а касније Римљанима и западним Готима. О пореклу имена града постоје различите теорије. Могуће је извођење из арапског језика (Al-Qadr – брдо), али је такође могуће да се место зове и по шуми (cornocal). Град се први пут у историји спомиње 28. јула 1208. године. Алкорон је дуго био безначајан све док група монаха из околине Ла Рохе није пренела мошти Светог Доминга де ла Калсада и подигла манастир, кога је назвала Санто Доминго де ла Рибота. Данашња црква Алкорона, Санта Марија ла Бланка, почела је да се гради крајем 16. века, а завршена је у 18. веку.

## Становништво
Према процени, у граду је 2008. живело 167.997 становника.

| 1981.   | 1989.   | 1991.   | 2002.   |
| ------- | ------- | ------- | ------- |
| 140.657 | 139.662 | 139.641 | 153.100 |

## Култура
У Алкорону се налази Медицински факултет Универзитета Краља Хуана Карлоса. Из овог града такође потиче већи број уметника.

## Партнерски градови
- Мајари